# Radmila Savić
Radmila Savić   (Belgrad, 18 de juny de 1961) fou una jugadora d'handbol sèrbia que va competir sota bandera de Iugoslàvia durant la dècada de 1970.
El 1980 va prendre part en els Jocs Olímpics de Moscou, on guanyà la medalla de plata en la competició d'handbol.